# Eucera fulvohirta
Eucera fulvohirta är en biart som först beskrevs av Cresson 1878.  Eucera fulvohirta ingår i släktet långhornsbin, och familjen långtungebin. Inga underarter finns listade i Catalogue of Life.